# Koltai Tamás (labdarúgó, 1987)
Koltai Tamás (Győr, 1987. április 30. –) válogatott magyar labdarúgó. Posztja szélső középpályás, jobblábas.

## Pályafutása

### Klubcsapatokban
A 2005–2006-os idényben a Győri ETO FC-ben szerepelt az NB II-ben a tavaszi szezonban.
Európai kupamérkőzésen 2008. július 17-én játszott először, az SZK Zesztaponi elleni mérkőzésen (1–1), az UEFA-kupa első selejtezőfordulójában. A második selejtezőkörben a VfB Stuttgart ellen mindkét találkozón a kezdőcsapat tagja volt. A 2015-16-os szezon kezdetén a Videoton FC szerződtette, ám kevés játéklehetőséget kapott, ezért kölcsönben a Pakshoz került. Alapemberré vált a tolnaiaknál, akik a következő szezonra véglegesen megszerezték a játékjogát. 2018 nyarán újra az akkor másodosztályú Győri ETO-hoz írt alá. Novemberben a klub szerződést bontott Koltaival.
2019 februárjában a másodosztályban listavezető Gyirmót játékosa lett.
2020 májusában vezetés közben rosszul lett, majd a balatonfüredi szívkórházba került, ahol kiderült, hogy olyan szívbetegsége van, amellyel nem folytathatja az élsportolást. Visszavonulását júniusban jelentette be.

### A válogatottban
A magyar válogatottban 2008. május 24-én mutatkozott be egy Görögország elleni 3-2 arányban megnyert mérkőzésen a Puskás Ferenc Stadionban. 11 válogatott mérkőzésen lépett pályára, köztük világbajnoki és Európa-bajnoki selejtezőkön.

## Sikerei, díjai
Győri ETO
- Magyar bajnoki bronzérmes: 2008, 2010
- Magyar bajnok: 2012/2013

## Statisztika
| Klub                | Szezon   | NB I  | NB I  | Magyar kupa | Magyar kupa | Ligakupa | Ligakupa | Európa | Európa | Összesen | Összesen |
| Klub                | Szezon   | Mérk  | Gól   | Mérk        | Gól         | Mérk     | Gól      | Mérk   | Gól    | Mérk     | Gól      |
| ------------------- | -------- | ----- | ----- | ----------- | ----------- | -------- | -------- | ------ | ------ | -------- | -------- |
| Győri ETO FC        | 2008–09  | 7     | 1     | —           | —           | —        | —        | 3      | 0      | 10       | 1        |
| Győri ETO FC        | 2007–08  | 18    | 2     | —           | —           | —        | —        | —      | —      | 18       | 2        |
| Győri ETO FC        | Összesen | 25    | 3     | —           | —           | —        | —        | 3      | 0      | 28       | 3        |
| Klub                | Szezon   | NB II | NB II | Magyar kupa | Magyar kupa | —        | —        | —      | —      | Összesen | Összesen |
| Klub                | Szezon   | Mérk  | Gól   | Mérk        | Gól         | Mérk     | Gól      | Mérk   | Gól    | Mérk     | Gól      |
| Mosonmagyaróvári TE | 2005–06  | 9     | 0     | —           | —           | —        | —        | —      | —      | 9        | 0        |
| Mosonmagyaróvári TE | Összesen | 9     | 0     | —           | —           | —        | —        | —      | —      | 9        | 0        |
| Összesen            |          | 34    | 3     | —           | —           | —        | —        | 3      | 0      | 37       | 3        |

(A statisztikák 2008. szeptember 13-a szerintiek.)

### Mérkőzései a válogatottban
| Magyarország | Magyarország        | Magyarország                      | Magyarország     | Magyarország | Magyarország | Magyarország | Magyarország | Magyarország |
| #            | Dátum               | Helyszín                          | Hazai            | Eredmény     | Vendég       | Kiírás       | Gólok        | Esemény      |
| ------------ | ------------------- | --------------------------------- | ---------------- | ------------ | ------------ | ------------ | ------------ | ------------ |
| 1.           | 2008. május 24.     | Budapest, Puskás Ferenc Stadion   | Magyarország     | 3 – 2        | Görögország  | barátságos   | -            | 88'          |
| 2.           | 2010. március 3.    | Győr, ETO Park                    | Magyarország     | 1 – 1        | Oroszország  | barátságos   | -            | 89'          |
| 3.           | 2011. június 3.     | Luxembourg, Stade Josy Barthel    | Luxemburg        | 0 – 1        | Magyarország | barátságos   | -            | 80'          |
| 4.           | 2011. június 7.     | Serravalle, Olimpiai Stadion      | San Marino       | 0 – 3        | Magyarország | Eb-selejtező | -            | 84'          |
| 5.           | 2011. augusztus 10. | Budapest, Puskás Ferenc Stadion   | Magyarország     | 4 – 0        | Izland       | barátságos   | -            | 76'          |
| 6.           | 2012. június 1.     | Prága, Generali Arena             | Csehország       | 1 – 2        | Magyarország | barátságos   | -            | 65'          |
| 7.           | 2012. június 4.     | Budapest, Puskás Ferenc Stadion   | Magyarország     | 0 – 0        | Írország     | barátságos   | -            | 87'          |
| 8.           | 2012. augusztus 15. | Budapest, Puskás Ferenc Stadion   | Magyarország     | 1 – 1        | Izrael       | barátságos   | -            | 79'          |
| 9.           | 2012. október 12.   | Tallinn, A. Le Coq Aréna          | Észtország       | 0 – 1        | Magyarország | vb-selejtező | -            | 84'          |
| 10.          | 2012. október 16.   | Budapest, Puskás Ferenc Stadion   | Magyarország     | 3 – 1        | Törökország  | vb-selejtező | -            | 73'          |
| 11.          | 2012. november 14.  | Budapest, Puskás Ferenc Stadion   | Magyarország     | 0 – 2        | Norvégia     | barátságos   | -            | 59'          |
| 12.          | 2013. február 6.    | Belek, Bellis Sports Center (TUR) | Fehéroroszország | 1 – 1        | Magyarország | barátságos   | -            | a szünetben  |
|              | Összesen            |                                   |                  | 12           | mérkőzés     |              | 0            | gól          |